# Clam Falls
Clam Falls – miasto w Stanach Zjednoczonych, w stanie Wisconsin, w hrabstwie Polk.